# Automeris zephyria
Automeris zephyria är en fjärilsart som beskrevs av Augustus Radcliffe Grote 1882. Automeris zephyria ingår i släktet Automeris och familjen påfågelsspinnare. Inga underarter finns listade i Catalogue of Life.